# Știu că nu știu nimic
„Știu că nu știu nimic” este o expresie atribuită filozofului grec Socrate, derivată din relatările lui Platon despre acesta, cum ar fi pasajul „Căci eram conștient că nu știam practic nimic...” (Apărarea lui Socrate, 22d). Această formulare a devenit cunoscută ca paradoxul socratic, deși acest termen este folosit mai des pentru a desemna alte afirmații paradoxale ale lui Socrate, precum intelectualismul socratic și eroarea socratică).
Această expresie este frecvent asociată cu răspunsul dat de Oracolul din Delphi la întrebarea dacă există cineva mai înțelept decât Socrate, răspuns ce afirmă că „Socrate este cel mai înțelept om din Atena”. Socrate, convins de această revelație, a concluzionat că propria sa înțelepciune stă în recunoașterea ignoranței sale, în contrast cu cei care pretindeau cunoaștere fără o bază solidă.

## Etimologie și utilizare
Expresia „Știu că nu știu nimic” este adesea asociată cu parafraza latină „scio me nihil scire” sau „ipse se nihil scire id unum sciat”. Forma greacă a fost redată ca „οὐδὲν οἶδα ἄλλο ἢ τὸ μὴ εἰδέναι”, („nu știu decât că nu știu”).

## La Platon
Deși fraza exactă „Știu că nu știu nimic” nu apare în operele lui Platon, ideea este reflectată în diverse pasaje, precum Apărarea lui Socrate (21d), unde Socrate afirmă: „Nu știu și nici nu cred că știu”. Doi cercetători de seamă ai lui Platon au argumentat recent că această afirmație nu ar trebui atribuită lui Socrate al lui Platon. În Apărarea lui Socrate, Socrate susține că este mai înțelept decât alții doar pentru că nu pretinde cunoaștere acolo unde nu o posedă. Un alt exemplu este dialogul Menon, unde Socrate îl provoacă pe Menon să-și reevalueze certitudinea despre virtute, subliniind limitele propriei cunoașteri.
Diogene Laerțiu, în Lives and Opinions of Eminent Philosophers (Viețile și doctrinele filosofilor iluștri), consemnează printre citatele lui Socrate: „Că nu știa nimic, cu excepția faptului că știa tocmai acest lucru (că nu știa nimic)”.

## Utilizare alternativă
Paradoxul socratic include și alte afirmații aparent contrare bunului simț, precum aceea că „nimeni nu dorește răul”, exprimată de Socrate pentru a ilustra natura condiționată a dorințelor și ignorarea realității autentice a binelui și răului.